# 岩本光正
岩本 光正（いわもと みつまさ、1952年1月 - ）は、日本の工学者。専門は、有機エレクトロニクス、分子膜物性、誘電体物性工学。

## 略歴
長野県諏訪郡下諏訪町出身。長野県諏訪清陵高等学校を経て、1975年東京工業大学工学部電気工学科卒業。1978年諏訪精工舎（現・セイコーエプソン）入社。1981年東京工業大学大学院理工学研究科電気工学専攻博士課程修了。1985年同大学助教授。1995年同大学教授。

## 著書
- 『電子物性の基礎 -量子化学と物性論-』朝倉書店 1999年[1]
- 『電子材料』培風館 2009年
- 『基本を学ぶ電気電子物性』オーム社 2011年
- 『熱刺激電流を用いた材料・デバイス開発の最前線』シーエムシー出版 2016年